# Sergio (artiste)
Pour les articles homonymes, voir Sergio.
 (novembre 2016).
Si vous disposez d'ouvrages ou d'articles de référence ou si vous connaissez des sites web de qualité traitant du thème abordé ici, merci de compléter l'article en donnant les références utiles à sa vérifiabilité et en les liant à la section « Notes et références ».
Sergio (Serge Drouard à l'état civil) est un artiste de cirque, meneur de revue et présentateur de télévision français, né le 15 juin 1950 à Paris.

## Biographie
Il commence sa carrière de comédien dans les années 60 à l'école des enfants du spectacle au côté notamment de Lise Delamare. En rôdant régulièrement autour du cirque d'Hiver Bouglione, il se fait remarquer et apprécier de Joseph Bouglione qui lui enseignera toutes les disciplines du cirque. 
Sergio commence sa carrière de clown avec Dominique Denis comme partenaire : « Les Fabuleux Hermanos », slogan publicitaire qui s'inscrit sur les affiches du Cirque d'hiver Bouglione. Ils seront notamment amenés à se produire à La Piste aux étoiles aux côtés de Roger Lanzac. Lors d'une tournée avec le cirque Bouglione, il passe de clown à Monsieur Loyal, ce dernier étant malade. Maquillé en clown avec un costume pailleté Vicaire sur les épaules, il présente tout le spectacle. Ce changement de rôle (bien qu'il y ait quelques similitudes) marquera sa vie à tout jamais. C'est d'ailleurs en tant que Monsieur Loyal que Sergio se fait connaître du grand public, grâce à la télévision dont il anime les soirées « cirque » jusqu'à la disparition de celles-ci.

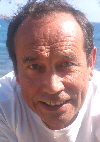
L'animateur Sergio.

Durant sa carrière, Sergio s'est produit au Cirque d'hiver Bouglione de Paris (de 1965 à 1975, puis de nouveau à partir de 2002 jusqu'en 2011), seul français à avoir été engagé par le géant Américain Ringling Bros. and Barnum & Bailey Circus (à la fin des années 1970) avec lequel il parcourt les U.S.A., l'Australie et le Japon. Pour l'occasion, il présente le spectacle en Japonais. Pour cela, il a engagé, Ako, un japonais venu passer des vacances en Australie. Le jeune homme lui fait apprendre ses annonces en phonétique et en échange, Sergio lui offre le gîte et le couvert. A la fin de la première du spectacle au Japon, l'empereur Hirohito viens le féliciter d'avoir appris le Japonais. Il présente aussi des spectacles au Cirque Jean Richard (dans les années 1980, et plus récemment au Cirque Casartelli. Il est devenu Monsieur Loyal du Festival international du cirque de Monte-Carlo dès sa création en 1974 jusqu'en 2002. 
Par ailleurs, il a été meneur de revue au Paradis Latin (de 1983 à 1995), puis au Royal Palace de Kirrwiller (en 1999 et 2001). Il fut Monsieur Loyal du Festival International du Cirque de Massy (Essonne) de sa création jusqu'en 1999. Plus récemment, en septembre 2007, il a présenté le 1er Festival du Cirque de Tours. Depuis plusieurs années, il a également un numéro de music-hall qu'il promène dans toute la France, où il brocarde les personnalités politiques contemporaines et imite les voix d'hommes de spectacle célèbres.
« Clown d'Or » au Festival international du cirque de Monte-Carlo en 1994, il est promu au début de l'année 2007 au grade de Commandeur dans l'ordre des Arts et des Lettres. Alain Delon lui remet, le 12 janvier 2007, les insignes de cette décoration sous le chapiteau du 15e Festival international du cirque de Massy.
Sergio décide de mettre un terme à sa carrière de présentateur au Cirque d'Hiver après la saison 2010-2011. Lorsque l'occasion se présente, Sergio anime quelques festivals de cirque, dont ceux de Vatan et de Vaucouleurs. Il renoue par ailleurs avec le cabaret. 
Il retrace dès 1993 dans l'ouvrage illustré Cirque, mon amour, préfacé par Jacqueline Cartier et publié aux Éditions Zelie, ses souvenirs et son parcours. Il écrit un deuxième ouvrage qui paraît en 2012 chez Calmann-Lévy sous le titre  "Loyal, mais jusqu'où ?", préfacé par Line Renaud.
En 2015, il écrit et assure la mise en scène d’un vaudeville, «Tandem de Ringards», qu’il joue avec son partenaire Claude Brunel. 